# Tobias Wunderlich
Tobias Wunderlich ist eine moderne deutsche Volksoper in drei Aufzügen (sechs Bildern). Die Musik komponierte Joseph Haas, das Libretto schrieb Ludwig Strecker der Jüngere unter dem Pseudonym Ludwig Andersen. Als Vorlage diente ein Text des österreichischen Schriftstellers Hermann Heinz Ortner. Die Uraufführung erfolgte am 24. November 1937 in Kassel.

## Handlung

### Erster bis dritter Aufzug
In einem kleinen Dorf in den Alpen steht eine geschnitzte Statue der Heiligen Barbara. Nach einem Beschluss des Gemeinderates soll die wertvolle, kunstvoll ausgearbeitete Figur an den Meistbietenden versteigert werden, da der Meister des Werkes unbekannt ist. Der Holzschuhmacher Tobias Wunderlich versucht die Versteigerung zu verhindern, denn er wünscht, dass die Statue der Gemeinde erhalten bleibt. Ein reicher Amerikaner Brown bietet eine halbe Million, sodass der Einspruch Wunderlichs verhallt und die Versteigerung vollzogen ist. Nach der Versteigerung bleibt Tobias bedrückt in der Kirche zurück und erfleht ein Wunder. Die Statue erhört ihn unerwartet, wird lebendig und steigt vom Altar zu ihm herab. Ihr Name sei Elisabeth Velbacherin und sie war die Magd des alten Schnitzmeisters gewesen, der sie in Holz verewigt habe. Sie folgt Tobias, um ihm nun als Magd zu dienen.
Doch das Verschwinden der Statue bleibt nicht unbemerkt: Auf den Altarstufen findet man ein Taschentuch, welches man als Hinweis auf den Dieb deutet. Brown will seinen bereits überschriebenen Scheck zurück, ist damit allerdings schon zu spät. Sogar die telefonische Sperrung gelingt ihm nicht mehr, da ihm der Bürgermeister mit der Unterbrechung der Telefonverbindung zuvorkam. Die des Diebstahls der Statue verdächtigte Zigeunerbarbara kann ihre Unschuld beweisen. Tobias, der inzwischen mit der Heiligen Barbara allein in seiner Werkstatt ist, lässt sich dazu begeistern, ebenfalls ein Bildnis von ihr zu schnitzen. Als der Holzschuhmacher seine Werkstatt kurzfristig verlässt, kommt ein Gemeindeschreiber des Weges, der von der neuen Magd geradezu entzückt ist, allerdings nach der Rückkehr Tobias’ sofort wieder vertrieben wird. Daraufhin fordert Tobias von Barbara ein Versprechen: Sie dürfe niemandem von ihrem Geheimnis erzählen, anderenfalls müsste sie an ihren alten Platz in der Kirche zurück.
Das Wunder wird in den umliegenden Gemeinden bekannt, bis das Dorf zu einem Wallfahrtsort erkoren wird. Die eintreffenden Pilger werden von den geschäftstüchtigen Dorfbewohnern aufgenommen und ausgenutzt. Tobias Wunderlich verurteilt die Profitgier der Einwohner entschieden, findet jedoch kein Gehör; nur die Zigeunerbarbara ergreift seine Partei. Nachdem Tobias seine Statue fertig geschnitzt hat, wird diese von Barbara mit allerlei bunten Blumen geschmückt. Eine Abordnung der Gemeinde erscheint, um Tobias zum Ehrenbürger zu ernennen, doch er lehnt ab. Im Alleinsein mit der Statue erwacht auch diese Figur zum Leben und bereitet, während Tobias schläft, das Abendessen vor. Als Tobias erwacht, spricht er glücklich mit ihr das Vaterunser, woraufhin sich die Heilige Barbara wieder in eine Statue verwandelt.